# Афтершок (фильм)
«Афтершо́к» (исп. Aftershock) — триллер 2012 года режиссёра Николаса Лопеса, основанный на землетрясении в Чили в 2010 году. Продюсером, сценаристом и исполнителем главной роли выступил Элай Рот.

## Сюжет
Трое друзей — Гринго, Ариель и Пойо приехали отдыхать в Чили. В одном из клубов, они познакомились с тремя девушками — Моникой, её сестрой Кайли и Ириной. В поисках развлечений, Пойо предложил сходить в один престижный клуб, находящийся в подземелье. Весёлая ночная дискотека на их беду заканчивается сильнейшем землетрясением, случившимся поблизости от этого живописного места, в результате чего многие участники вечеринки погибают, некоторые попадают в ловушку под завалами. Ариэлю отсекает руку, когда он пытается помочь бармену выбраться из-под завалов. Группа пытается выбраться из здания, но выход завален обломками. Уборщица клуба выводит их через туннель к ближайшему люку, ведущему на поверхность. Когда они выбираются на поверхность, проезжающий грузовик сбивает уборщицу и убивает её. Поднявшись на улицу друзья отправляются к своей машине, но находят её разрушенной. Состояние Ариэля продолжает ухудшаться из-за потери крови, и группа решает, что им нужно как можно скорее доставить его в больницу. Внезапно раздается предупреждение о цунами — все устремляются к канатному трамваю на склоне, который может быстро доставить их на холм. После переговоров владелец трамвая соглашается сесть в трамвай только Ариэлю. Группа наблюдает, как трамвай достигает вершины холма, когда внезапно изношенный кабель рвется — трамвай падает вниз. Группа направляется к кладбищу, пытаясь добраться до собора на вершине холма через туннель, но натыкается на грабителей. Убегая от грабителей, Гринго попадает под завал. Моника и Полло уходят за помощью, а Ирина и Кайли остаются с Гринго. Пока Моника и Полло ищут помощь, они сталкиваются с неуправляемой пожарной машиной. Грузовик разбивается, и один из пожарных в кабине погибает, а другой оказывается в ловушке. Полло и Моника вытаскивают живого пожарного, который объясняет, что сбежавшие заключенные пытались угнать пожарную машину, поэтому он потерял управление. Землетрясение спровоцировало мощное цунами, обрушившееся на город. Ко всем неприятностям, город захватывают банды уголовников, многие из которых в результате всех этих природных катаклизмов сумели вырваться из тюремных застенков. В этой ленте, где параллельно развиваются сразу несколько сюжетных линий, для героев самым страшным оказываются не природные катаклизмы, а то что сопровождало их.

## В ролях
| Актёр            | Роль      |
| ---------------- | --------- |
| Элай Рот         | Гринго    |
| Ариель Леви      | Ариэль    |
| Николас Мартинес | Пойо      |
| Андреа Ошварт    | Моника    |
| Лоренца Иззо     | Кайли     |
| Наташа Яровенко  | Ирина     |
| Селена Гомес     | Елизавета |

## Производство
Фильм основан на реальных событиях землетрясения силой 8,8 балла по шкале Рихтера в 2010 году в Чили. Он был снят в Чили, во многих местах, где на самом деле произошли разрушения.
Элай Рот получил 2 миллиона долларов от группы врачей из Буффало. Права на распространение были предварительно проданы для возмещения бюджетных расходов.
У Николаса Лопеса уже был опыт съёмки с использованием цифровых зеркальных камер, и после пробных съёмок он убедил Элая Рота, что с правильными объективами и освещением всё будет выглядеть как съемки на 35-мм пленку. Весь фильм был записан с помощью камеры Canon EOS 7D.

## Критика
Фильм получил в основном отрицательные отзывы кинокритиков. На сайте Rotten Tomatoes фильм имеет рейтинг 40 % на основе 57 рецензий критиков, со средним баллом 4,7 из 10. На сайте Metacritic фильм имеет оценку 36 из 100 на основе 20 рецензий критиков, что соответствует статусу «в целом неблагоприятные отзывы». 

## Сборы
Фильм вышел в прокат в 110 кинотеатрах США и в первые выходные заработал 40 179 долларов. Сумма сборов в США составила 58 510 долларов. Общая сумма сборов составила 294 696 долларов.